# الناصرية (عين عيسى)
الناصرية قرية تابعة لمحافظة الرقة في ناحية عين عيسى.